# الرياضة في اليابان

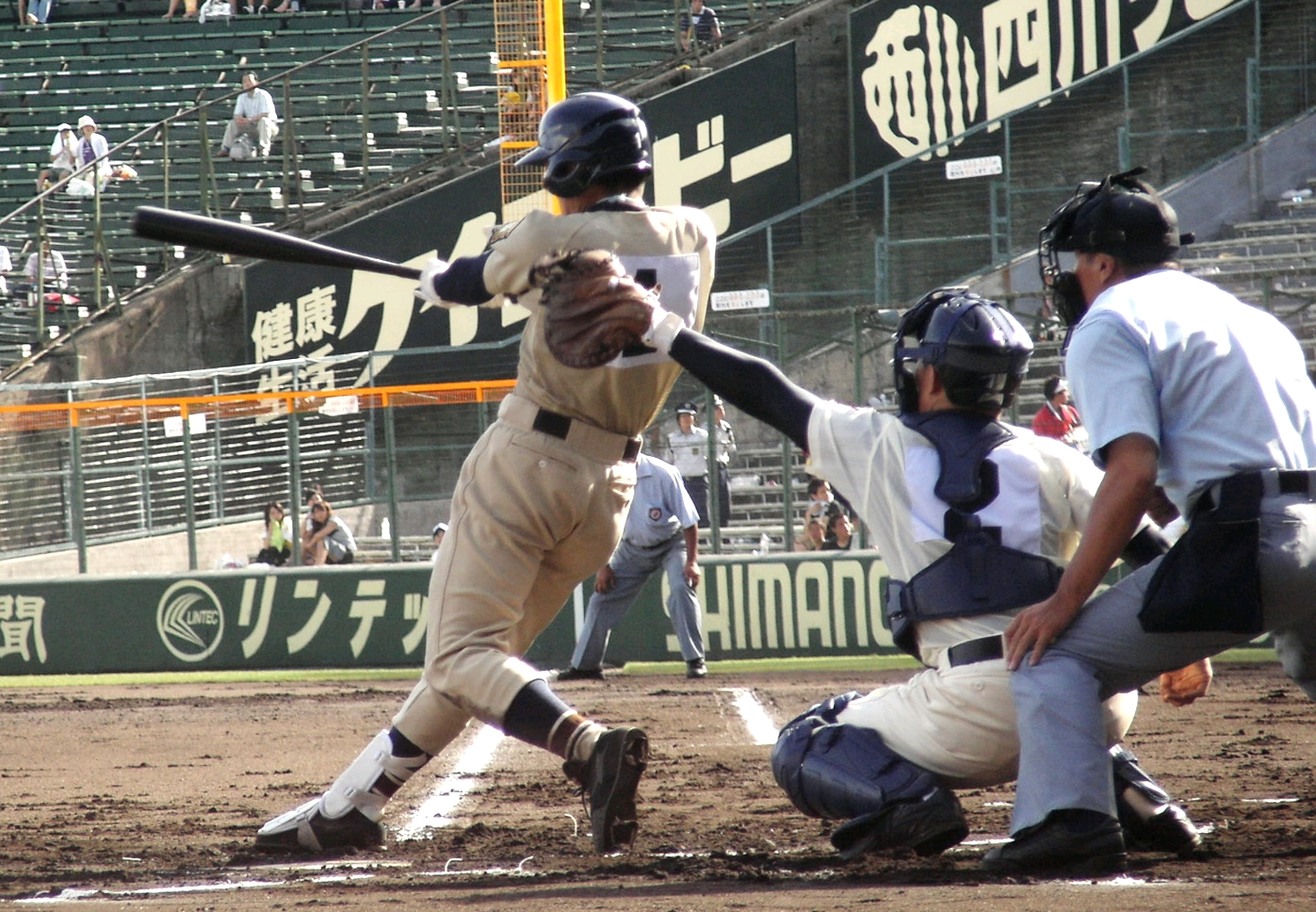
رياضة البيسبول الأكثر شعبية في اليابان

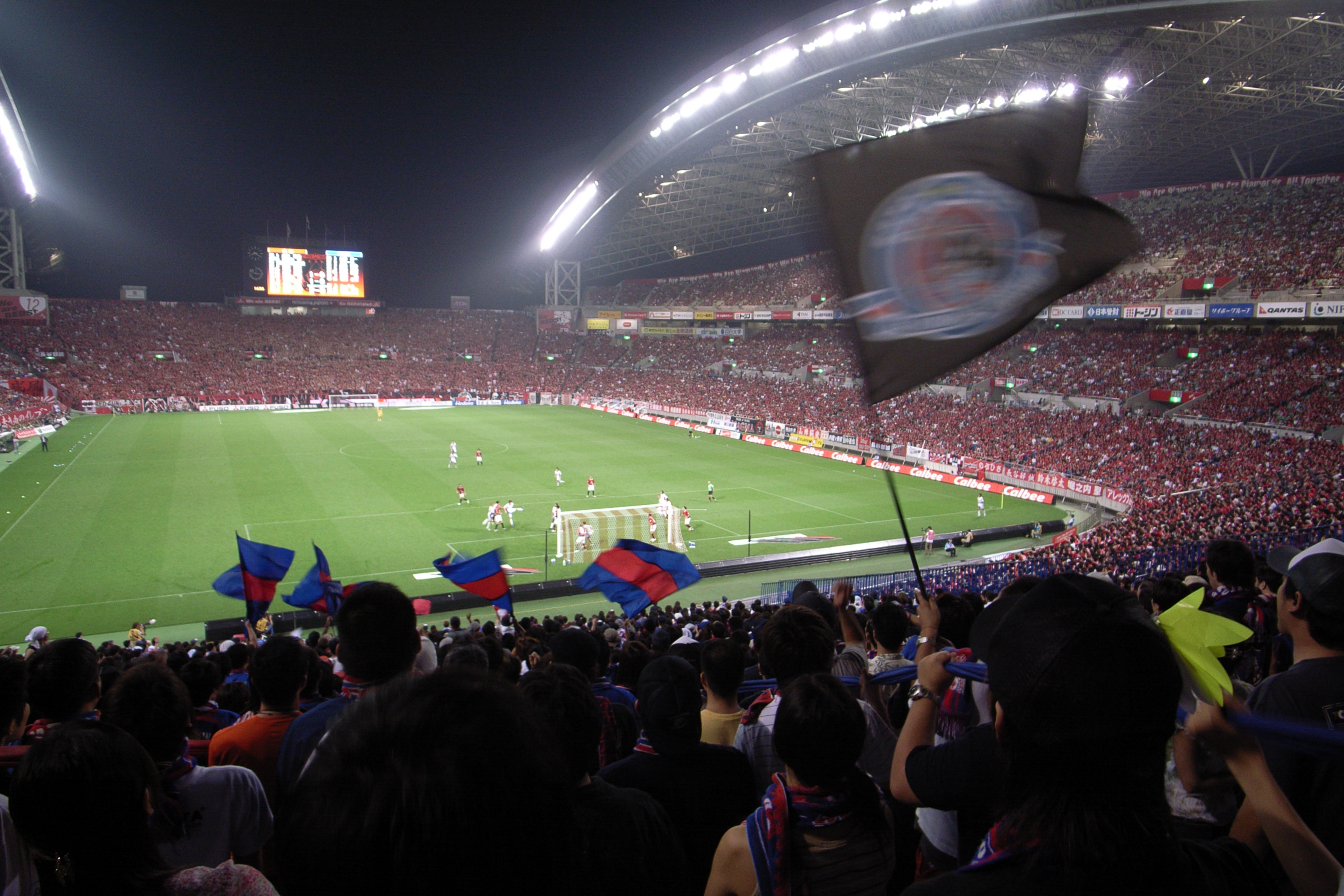
مُباراة كرة قدم في ملعب سايتاما 2002.

الرياضة في اليابان هي جزء هام في ثقافة اليابان، وتعتبر اليابان منشئ العديد من الرياضات القتالية منها الجودو والكاراتيه والسومو ورياضات أخرى. الرياضة الشعبية الأولى في اليابان هي كرة القاعدة وثُم تَليها كرة قدم.
ولدى اليابان مُنتخب قوي في كرة القاعدة وتعتبر من أقوى المنتخبات في هذه الرياضة مع الولايات المتحدة وكوريا الجنوبية وكوبا، والرياضات الشعبية الأُخرى في اليابان هي الجودو والكاراتيه و السومو و السباحة وألعاب قوى والجمباز والمبارزة والمصارعة وكرة القدم الأمريكية وكرة السلة.
واليابان عادةً ما تحتل المراتب العشرة الأولى في ترتيب الميداليات في الأولمبياد الصيفية.

## وصلة خارجية
- Ministry of Education, Culture, Sports, Science and Technology